# Josip Štrukelj
Josip Štrukelj, slovenski častnik v vojaški mornarici in gospodarstvenik, * 13. april 1891, Solkan, † 20. april 1977, Šempeter pri Gorici.
Štrukelj je končal vojaško tehniško šolo in bil 10 let častnik v vojaški mornarici. Po vojni v več jugoslovanskih mestih, po vrnitvi v Gorico je ustanovil mehanično podjetje. Bil je član organizacije TIGR, od 1941 pa je delal kot aktivist OF, od marca 1944 je bil predsednik Okrožnega odbora OF za Goriško, od oktobra istega leta pa vodja podružnice Denarnega zavoda Slovenije za Slovensko primorje. Maja 1945 je postal predsednik goriškega okrožja in bil član delegacije primorskih Slovencev na Pariški mirovni konferenci. Leta 1947 je preselil mehanično delavnico na jugoslovansko stran; iz nje se je razvilo podjetje Gostol v Novi Gorici, ki ga je v začetku tudi vodil.